# Tanner Hall
Tanner Hall (* 26. Oktober 1983 in Kalispell, Montana) ist ein US-amerikanischer Freestyle- und Freeride-Skier. Er begann seine sportliche Laufbahn auf der Buckelpiste, spezialisierte sich aber schon um die Jahrtausendwende auf die Freeski-Disziplinen Halfpipe, Slopestyle und Big Air. Der „Ski Boss“, wie er in der Szene genannt wird, gilt als Pionier der sogenannten New School, und pflegte bereits in jungen Jahren ein kontrovers diskutiertes Rockstar-Image. Er gewann insgesamt sieben Goldmedaillen bei den Winter-X-Games und gehört damit zu den erfolgreichsten Teilnehmern der prestigeträchtigen Veranstaltung. Hall stellt sein Können in zahlreichen Skifilmen zur Schau.

## Biografie

### Kindheit und Jugend
Tanner Hall kam 1983 als Sohn von Gerry und Darla Hall in Kalispell, Montana, zur Welt. Er wuchs mit seinem älteren Bruder Tyson auf und begann im Alter von drei Jahren mit dem Skifahren. Als Kind inspirierten ihn Skifilme wie License to Thrill und The Blizzard of Aahhh’s sowie deren exzentrischer Star Glen Plake dazu, mit dem Freestyle-Skiing und dem Fahren im Gelände anzufangen. Im Alter von zehn Jahren begann er im Whitefish Mountain Resort mit dem Leistungssport und spezialisierte sich auf die Freestyle-Disziplin Buckelpiste. Zu seinen frühesten Lehrern gehörten die US-Kaderathleten Donovan Power und Mickey Price. Der Junge erwies sich als Naturtalent und beherrschte die Grundsprünge Front- und Backflip laut Power in seiner ersten Woche als Freestyler.
Im Hinblick auf eine olympische Laufbahn überredete Hall seine Eltern dazu, ihn nach Park City ziehen zu lassen. Nachdem er dort zunächst bei Jugendtrainer Kerry Miller untergekommen war, fand er eine Gastfamilie und schrieb sich im April 1999 an der Wintersportfachschule ein. Hall war ein schlechter Schüler und litt, wie er selbst und seine Trainer später spekulierten, möglicherweise unter einer nicht diagnostizierten ADHS. Obendrein machten ihn seine schmächtige Statur und das Tragen einer Zahnspange zum sozialen Außenseiter. Später erwarben seine Eltern ein Haus in dem Wintersportort, in dem Tanner gemeinsam mit ein paar älteren Skisportlern lebte und reichlich Erfahrungen mit Alkohol und Drogen machte. Außerdem entfremdete er sich zunehmend vom klassischen Freestyle-Skiing.
Nachdem er bereits 1999 erstmals an den US Freeskiing Open teilgenommen hatte, wurde Hall im folgenden Winter auch zu den X-Games am Mount Snow eingeladen und gab mit Rang acht im Big Air eine Talentprobe ab. Unterdessen vernachlässigte er die Schule immer mehr und verbrachte sehr viel Zeit in den Funparks von Utah und Montana. Als er wegen Cannabiskonsums von der Schule verwiesen wurde, kam es zu einem heftigen Streit mit Gerry und Darla Hall, die viel Geld in die Schulbildung ihres Sohnes investiert hatten und Freeskiing für eine Modeerscheinung hielten. Schließlich konnte er seine Eltern davon überzeugen, sein Talent abseits der Buckelpiste zu beweisen.

### An der Freeski-Weltspitze
Während er bei Freunden in Mammoth, Kalifornien, lebte, gelang Tanner Hall im Winter 2000/01 ein rasanter Aufstieg an die Weltspitze. Bei den beiden wichtigsten Veranstaltungen der Saison, den US Freeskiing Open in Vail und den ESPN X-Games am Mount Snow, gewann er im Big Air jeweils die Goldmedaille. Bei den US Open sicherte er sich im Slopestyle einen weiteren Sieg. Auch das Red Bull Huckfest und weitere Wettbewerbe entschied er mit dem damals innovativen Trick Switch Rodeo 720 (Tail Grab), einem rückwärts angefahrenen Sprung mit nicht axialer, doppelter Drehung und überkreuzten Skiern, für sich. Diese Erfolge brachten ihm nicht nur lukrative Sponsorenverträge mit Oakley, Red Bull und Rossignol ein, sondern auch die Unterstützung seiner Eltern zurück. Laut eigenen Angaben verdiente Hall allein in jenem Winter über 100.000 Dollar an Preisgeldern.
2002 konnte Hall seine Erfolgsserie trotz Fokussierung auf den Slopestyle fortsetzen. Nachdem er bei den US Open zum zweiten Mal hintereinander Gold in dieser Disziplin gewonnen hatte, war er auch bei den erstmals in Aspen ausgetragenen X-Games siegreich. Im Herbst desselben Jahres gründete er gemeinsam mit vier anderen Freeskiern, Philippe „JP“ Auclair, JF Cusson, Boyd Easley und Julien Regnier, die Marke Armada Skis. Tanner Hall begründete seine Mitwirkung an dem Unternehmen mit der mangelnden Freeski-Spezialisierung und im Vergleich zu Skirennläufer Bode Miller deutlich geringeren finanziellen Zuwendung seines bisherigen Ausrüsters Rossignol. In den folgenden beiden Wintern blieb er in der Freeski-Szene das Maß aller Dinge. Im Rahmen der X-Games errang er zwei weitere Slopestyle-Goldmedaillen, 2003 zusätzlich Superpipe-Silber.
Erste Karriererückschläge musste Hall 2005 hinnehmen. Nachdem er im Dezember beim Nor-Am Cup in Park City erstmals an FIS-Wettbewerben teilgenommen hatte, kam es nach dem Jahreswechsel bei den US Open zu einem Zwischenfall. Einen Tag nach Platz zwei im Slopestyle besuchte er im Austragungsort Vail eine Bar und beschwerte sich stark alkoholisiert über die Musikauswahl. Nachdem er dem Manager einen Faustschlag verpasst hatte, wurde er von den Türstehern zurecht gewiesen und schließlich in Polizeigewahrsam genommen. Bei der Einvernahme soll er beklagt haben, die Leute wären neidisch auf ihn, weil er der beste Skifahrer der Welt sei: „They’re trying to make me look like a bitch“ (Sie versuchen, mich wie eine Bitch aussehen zu lassen). Nach einer Nacht in der Ausnüchterungszelle wurde Hall wegen ordnungswidrigen Verhaltens zu einer Geldstrafe in Höhe von 375 Dollar verurteilt. Zwar gewann er kurze Zeit später den Halfpipe-Wettkampf, doch litt seine Beliebtheit unter der negativen Berichterstattung. Die Veröffentlichung eines Entschuldigungsbriefs in der Vail Daily ging hingegen medial unter. Bei den X-Games holte er in der Superpipe und im Slopestyle jeweils Silber, blieb aber erstmals seit fünf Jahren ohne Goldmedaille. Im Slopestyle-Finale zeigte er sich vor laufenden Kameras verärgert über die Jury, nachdem er im letzten Lauf noch von Charles Gagnier überholt worden war.

### Verletzungen und Comebacks

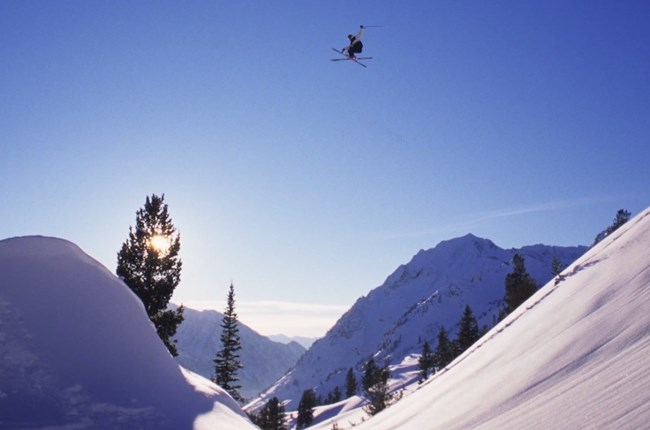
Candide Thovex über Chad’s Gap

Bei Dreharbeiten zum Skifilm Teddy Bear Crisis kam Tanner Hall am 5. März 2005 bei Alta schwer zu Sturz. An jenem Tag filmte er Sprünge über Chad’s Gap, eine 36 Meter breite, in Folge von Bergbautätigkeit entstandene Geländerinne nahe des Skiresorts. Am Vormittag landete er dort als erster Skifahrer erfolgreich einen Switch 900, den er den Filmemachern zuliebe später wiederholen sollte. Aufgrund frühlingshafter Temperaturen hatte die Sonne den Schnee jedoch derart aufgeweicht, dass die Anfahrtsgeschwindigkeit nicht mehr ausreichte, um die Rinne zu überspringen. Hall bemerkte das zu spät und prallte nach rund 15 Metern Luftstand ungebremst in den Gegenhang. Der Einschlag habe sich angefühlt, als hätte jemand „Dynamit in seine Skischuhe gepackt, das bei der Landung explodiert sei“. Sowohl die unmittelbare Gewissheit über den Schweregrad der Verletzung – er hatte sich beide Knöchel und das rechte Fersenbein gebrochen – als auch seine Schmerzensschreie wurden in der Endfassung des Films beibehalten. Die Ärzte verordneten ihm eine dreimonatige Bewegungspause und waren unsicher darüber, ob er das nötige Gefühl für Skitricks in den Füßen wiedererlangen würde.
Im Januar 2006 bestritt der nunmehr 22-jährige Hall seine ersten Wettkämpfe nach dem Comeback und trug sich auf Anhieb wieder in die Siegerlisten ein. Bei den US Open gewann er sowohl im Slopestyle als auch in der Halfpipe Gold, bei den X-Games setzte er sich erstmals in seiner neuen Paradedisziplin Superpipe gegen die Konkurrenz durch. Auch im folgenden Winter entschied er den Halfpipe-Wettbewerb bei den US-Open für sich. Im Rahmen der X-Games verteidigte er seinen Superpipe-Titel zweimal, jeweils vor seinem Dauerrivalen Simon Dumont. Erst 2009 musste er sich überraschend dem Franzosen Xavier Bertoni geschlagen geben. Mit siebenmal Gold und viermal Silber war Tanner Hall der erfolgreichste Skifahrer bei den X-Games, bis sein Rekord 2021 von Henrik Harlaut übertroffen wurde.
Bei einem Filmdreh am Stevens Pass verletzte sich Hall am 16. Mai 2009 erneut schwer. In einem Funpark stürzte er aus zwölf Metern Höhe in flaches Gelände und zertrümmerte sich dabei beide Knie. Er bestand darauf, von seinem Arzt in Park City behandelt zu werden, und nahm, durch seinen Zustand flugunfähig, unter großen Schmerzen eine 14-stündige Autofahrt von Washington nach Utah auf sich. Die Diagnose ergab beidseitig Schienbeinkopfbrüche und Kreuzbandrisse sowie Mikrofrakturen im rechten Knie. Als Folge der ersten von mehreren Operationen entwickelte er eine Schmerzmittelabhängigkeit, die er nur dank Unterstützung seines besten Freundes und Freeski-Kollegen C. R. Johnson überwinden konnte. Im Februar 2010 erfuhr Hall während eines Jamaika-Aufenthalts von Johnsons Unfalltod und verfiel daraufhin in eine Depression mit starkem Alkoholkonsum. Schließlich überwand er auch diese Phase, indem er sich mithilfe einer Physiotherapeutin als neues sportliches Ziel die Teilnahme an den Olympischen Spielen 2014 setzte. Binnen eines Jahres trainierte er sich neun Kilo Muskelmasse an und kehrte im August 2012 nach über drei Jahren Verletzungspause zum Wettkampfgeschehen zurück. Nachdem er seinen langjährigen Sponsor Red Bull verloren hatte, gewann er die NZ Open in der Halfpipe. Im Anschluss an diesen Sieg bestritt Hall nur noch wenige Contests.

### Filme und Freeride
Letztlich verlor Hall das Interesse an einer Olympiateilnahme und besann sich auf seine ursprüngliche Freeskiing-Motivation:

“But when you start going through the motions and you run into the level of ego and the Olympics… That’s what shied me away. There comes a point where you either commit and make that your life and deal with those people. But at some point, you got to remember why a lot of us left mogul skiing to come to a thing where you don’t have to conform to what somebody says and you don’t have to live by a life of rules.”

„Aber wenn du beginnst, die Bewegungsabläufe abzuspulen und dich auf die Egostufe und Olympia zubewegst… Das hat mich abgeschreckt. Es kommt ein Punkt, an dem du dich entweder verpflichtest und es zu deinem Leben machst und mit diesen Leuten arrangierst. Aber irgendwann musst du dich daran erinnern, warum viele von uns das Buckelpistenfahren aufgegeben haben, um etwas zu machen, bei dem du dich nicht anpassen und ein Leben nach Regeln leben musst.“

Stattdessen legte er den Fokus auf Armada Skis und das Filmen. Bereits bis 2012 hatte er in 30 Skifilmen der Produktionsfirmen Matchstick, Poor Boyz und Teton Gravity Research mitgewirkt. Die Schauplätze für seine Tricks reichen von urbanen Rails in Helsinki über selbst gebaute Holz-Loopings im Wald bis zu Backcountry-Elementen wie Steilhängen oder Felsformationen in den Alpen und Rocky Mountains. 2016 unterschrieb Hall als erster Skifahrer (und zweiter Profisportler nach Ultraläufer Avery Collins) einen Sponsorenvertrag mit einem Unternehmen, das Zubehör für Cannabisprodukte herstellt. Das Unternehmen aus Denver brachte die Tanner Hall Ski Boss Collection, bestehend aus einem Feuerzeug, einer Kräutermühle und Zigarettenpapier, auf den Markt. Ein Jahr später wurde er in Squaw Valley nach einer Auseinandersetzung mit seiner Exfreundin alkoholisiert in seinem Auto verhaftet und nahm dies zum Anlass, mit dem Trinken aufzuhören.
2019 erhielt Hall nach mehrjähriger Wettkampfpause eine Wildcard für die Freeride World Tour.
Mit Platz zwei in Hakuba startete er erfolgreich in die Serie, konnte danach aber nicht mehr an dieses Resultat anknüpfen und beendete die Saison auf dem neunten Gesamtrang. Im folgenden Jahr gelang es ihm nicht, sich für das Finale in Verbier zu qualifizieren, und er wurde Gesamtzwölfter.
Nach einer beim Filmen in Minneapolis erlittenen Achillessehnenruptur im Januar 2021 musste er für die kommende World Tour absagen.

## Stil und Rezeption
Tanner Hall gilt als einer der besten und einflussreichsten Freeskier aller Zeiten. Aufgrund seiner Dominanz in den frühen 2000er Jahren, die er vor allem dem Trick Switch Rodeo 720 verdankte, erhielt er den Spitznamen „Ski Boss“. Laut Micah Abrams von der Zeitschrift Ski entwarf er die Blaupause für das moderne Parkskifahren, von der Rotationsachse über Timing und Position von Grabs bis hin zu einer „geeigneten Taillenweite für Skihosen“. Bereits 2001 wurde er neben Jonny Moseley als Figur im PS2-Spiel Mad Trix verewigt. Im Alter von 23 Jahren nahm ihn das Powder-Magazin in seine Liste der 48 einflussreichsten Skisportler der letzten 35 Jahre auf.
Freeski-Pionier Mike Douglas verglich ihn in seiner Bedeutung für die Szene mit Skateboarder Tony Hawk und Surfer Kelly Slater und nannte ihn den „einflussreichsten Freeskier der Welt“.
Auch abseits des Sportlichen erregte Hall immer wieder Aufmerksamkeit. Zur öffentlichen Wahrnehmung seiner Person trug vor allem eine Oakley-Werbekampagne im Herbst 2001 bei. Das entsprechende Foto zeigt ihn in einem weißen Eierschalensessel sitzend, mit wasserstoffblonden Dreadlocks, verspiegelter Sonnenbrille und Kopfhörern um den Hals, lässig nach vorne gebeugt, in einem Buch mit Minidisks blätternd. Im wirklichen Leben umgab er sich mit einer „Posse“ namens C-Crew, zu der neben C. R. Johnson andere Freeskier wie Mickael Deschenaux gehörten. Auch sonst identifizierte er sich öffentlich mit der Hip-Hop-Kultur, trug Baggy Pants, hörte Dancehall-Musik und rauchte Marihuana. Diese Eigenschaften und die Tatsache, dass er die Schule abgebrochen hatte – auch ein 2002 angestrebtes General Equivalency Degree schloss er nicht ab – wurden ihm von vielen Fans als Allüren ausgelegt. Eine Szene in Pop Yer Bottlez!, die ihn und Mitglieder der C-Crew, umringt von spärlich bekleideten Frauen, mit Champagner und Zigarren zeigt, sowie sein Verhalten im Januar 2005, verstärkten diesen Eindruck für viele. In Internetforen wie newschoolers.com erntete er zunehmend spöttische Kommentare und sah sich auf dem sportlichen Karrierehöhepunkt medial mit der Frage konfrontiert:

“Is Tanner Hall the arrogant poster boy for the sport’s celebrity-obsessed youth culture, or is he just a talented kid whose spotlight-illuminated youth has exposed the warts of his adolescence?”

„Ist Tanner Hall der arrogante Poster-Boy für die Promi-besessene Jugendkultur des Sports oder ist er bloß ein talentiertes Kind, dessen scheinwerferbeleuchtete Jugend die Auswüchse seiner Pubertät offenbart?“

In den Anfangsjahren seiner Karriere ließ sich Hall zu einigen kontroversen Aussagen hinreißen. So äußerte er sich etwa 2004 in einem Interview abfällig über alpine Skirennen. Den Umstand, dass Skirennläufer deutlich mehr verdienten als Freeskier, nannte er „Bullshit“, die Sportart fasste er mit den Worten „Skiing one icy-ass run“ zusammen. Ein Kolumnist der Denver Post bezeichnete diese Kommentare als „moronic“. Eine Einladung von Daron Rahlves zu einem Weltcup-Abfahrtslauf ließ Hall unbeantwortet. Sein Verhalten 2005 hatte einen bösen Artikel in der Aspen Times zur Folge, in dem der Autor die komplette Freeski-Szene angriff.

## Erfolge

### Nor-Am Cup
- 2 Podestplätze, davon 1 Sieg:

| Datum             | Ort       | Land | Disziplin |
| ----------------- | --------- | ---- | --------- |
| 21. Dezember 2004 | Park City | USA  | Halfpipe  |

### X-Games
- Mount Snow 2000: 8. Big Air[6]
- Mount Snow 2001: 1. Big Air
- Aspen 2002: 1. Slopestyle
- Aspen 2003: 1. Slopestyle, 2. Superpipe
- Aspen 2004: 1. Slopestyle
- Aspen 2005: 2. Slopestyle, 2. Superpipe
- Aspen 2006: 1. Superpipe
- Aspen 2007: 1. Superpipe
- Aspen 2008: 1. Superpipe
- Aspen 2009: 2. Superpipe

### Freeride World Tour
| Jahr | 1   | 2  | 3   | 4   | 5   | Punkte | WM-Rang |
| ---- | --- | -- | --- | --- | --- | ------ | ------- |
| 2019 | 2.  | 9. | 14. | 14. | 13. | 5085   | 9.      |
| 2020 | 21. | 6. | 9.  | 11. |     | 14860  | 12.     |

### Weitere Erfolge
- 8 Goldmedaillen bei den US Freeskiing Open (Big Air 2001, Slopestyle 2001–2003 und 2006, Halfpipe 2005–2007)
- 2 Goldmedaillen beim Whistler Skiing Invitational (Big Air 2002 und 2003)
- 2 Goldmedaillen bei den World Superpipe Championships (2003 und 2006)

## Filmografie (Auswahl)
- 2003: The Guatemalan Persuader
- 2005: Teddy Bear Crisis
- 2005: Pop Yer Bottlez!
- 2006: Show & Prove
- 2008: The Massive
- 2009: Re: Session
- 2010: Like a Lion – The True Story of Legendary Skier Tanner Hall
- 2014: Twenty
- 2016: Ring the Alarm
- 2020: Tanner Hall Forever